# Якоб Кристоф Леблон
Якоб Крістоф Лебло́н або Жак Ле Блон (нім. Jakob Christoph Le Blon; Франкфурт-на-Майні, 2 травня 1667 — 16 травня 1741, Париж) — німецький гравер і графік. Винахідник техніки трьох- та чотирьохкольорового друку гравюр у стилі меццо-тинто, використовуючи кольорову модель RYB, попередника сучасних систем RGB та CMYK. Для створення кольорового зображення використовувалися три або чотири металеві пластини (по одній на окремий колір), щоб отримати відбитки з широким спектром кольорів. Винаходи Леблона заклали основи сучасного кольорового друку.

## Біографія

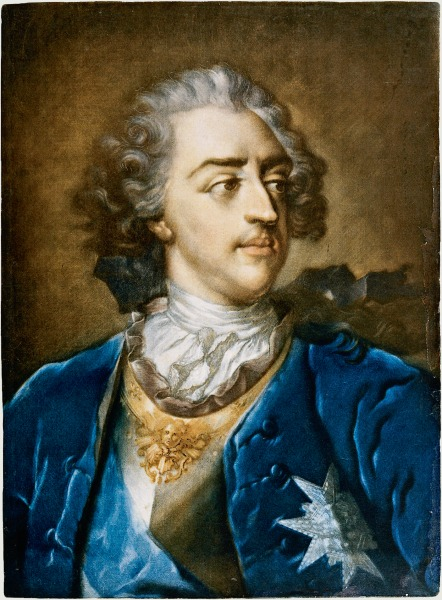
Портрет Людовика XV, кольорова гравюра в техніці чотирьохкольорового меццо-тинто, 1739 рік

Батько Леблона походив з гугенотів, які втекли з Франції від переслідувань католиків у 1576 році і оселилися у Франкфурті-на-Майні. Його дід Крістоф Леблон одружився з Сюзанною Барбарою Меріан, дочкою художника і гравера Маттеуса Меріана. Є відомості, що у молодості Леблон навчався у швейцарського художника та гравера Конрада Фердинанда Маєра у Цюриху, проте документальних підтверджень цьому немає.
Загалом вважається, що у 1696—1702 роках Леблон провів тривалий час у Рим, де навчався у художника Карла Маратти. Там він познайомився з голландським художником і гравером Бонавентурою ван Овербеком, який створив обширну роботу з видами давнини Рима, опубліковану після його смерті в 1708 році та містять портрет Овербека, який приписують Леблону
У 1707 році Ле Блон видав невелику публікацію голландською мовою про форми людського тіла. Відомо, що у 1708 і 1709 роках він проводив у Амстердамі експерименти зі змішуванням фарб, а у 1710 році виготовив перші кольорові відбитки з жовтих, червоних і синіх пластин. У Амстердамі він познайомився з Арнольдом Хубракеном, який цитував його як джерело інформації про німецьких художників для своєї книги «Schouburg», опублікованої уже після смерті Хубракена в 1718 році. Дружина Ле Блона померла у 1716 році, і у 1717 році він переїхав до Лондон, де отримав королівські патенти на трикольоровий друк та трикольорове гобеленове ткацтво. Для створення гобеленів Леблон використовував змішування волокон білого, жовтого, червоного, синього і чорного кольорів. Для друку використовувалися три різні пластини для інталю, на які наносилися фарби різних кольорів.

### Винахід кольорового друку

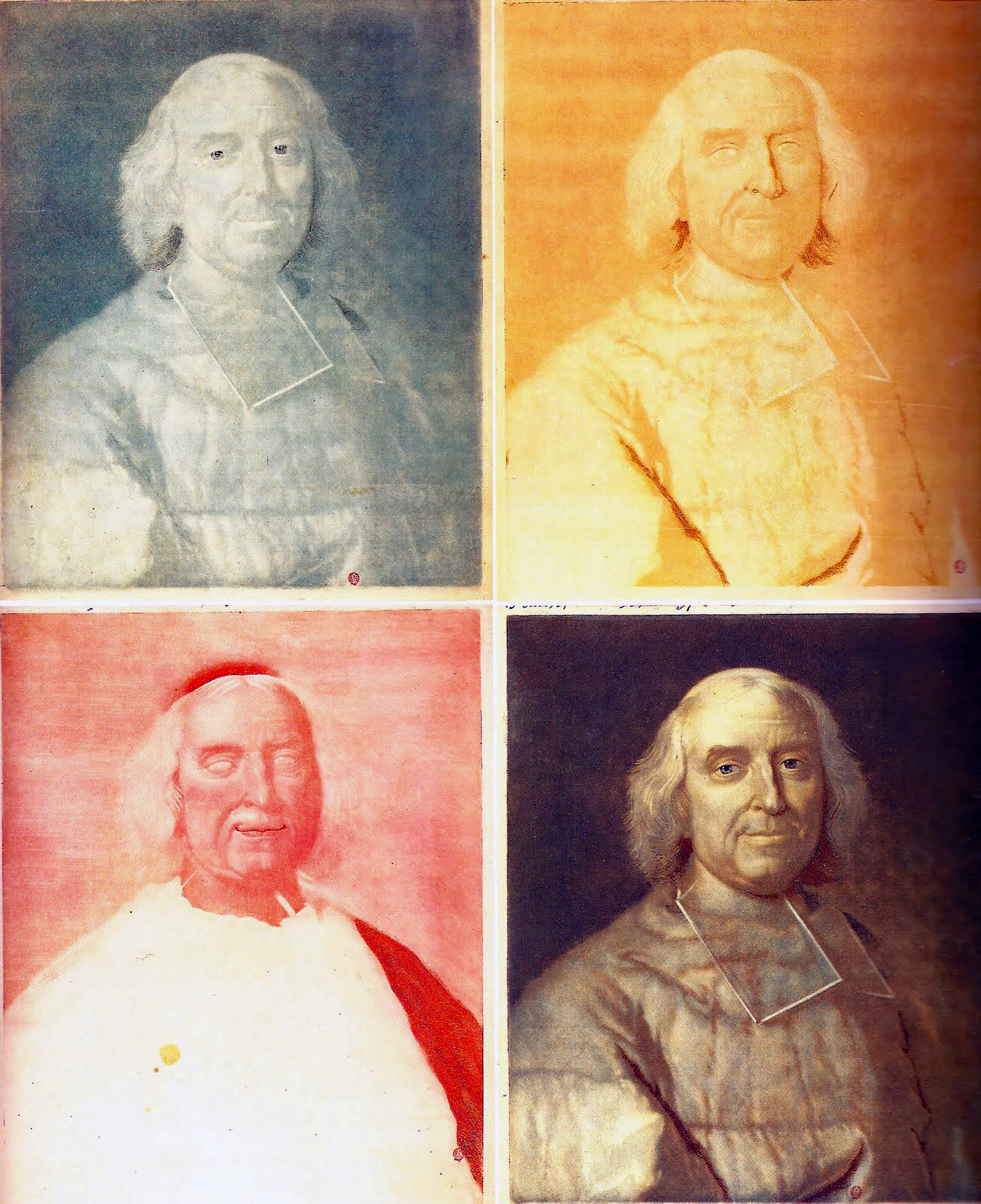
Портрет кардинала де Флері, RYB-модель, 1738 рік

Відкриття Ісааком Ньютоном розкладання сонячного спектра на сім основних кольорів дало змогу граверам отримувати всі кольори в тисячах відтінків шляхом змішування трьох основних фарб — синьої, жовтої і червоної, і створило основу для кольорового друку.
Леблон першим використовував відкриття Ньютона, створюючи з початку XVIII століття естампи, виконані технікою акватинта в три фарби на трьох мідних
пластинах, методом інталю, отримуючи в результаті ефект кольорового зображення. Іноді Леблон використовував і четверту пластину для гілеошування чорною фарбою, створюючи декори з рамок різних форм — прямолінійних, овальних та інших вишуканих форм. Для збільшення контрастності та створення яскравих білих областей зображення, Леблон іноді додавав на пластини свинцеві білила.

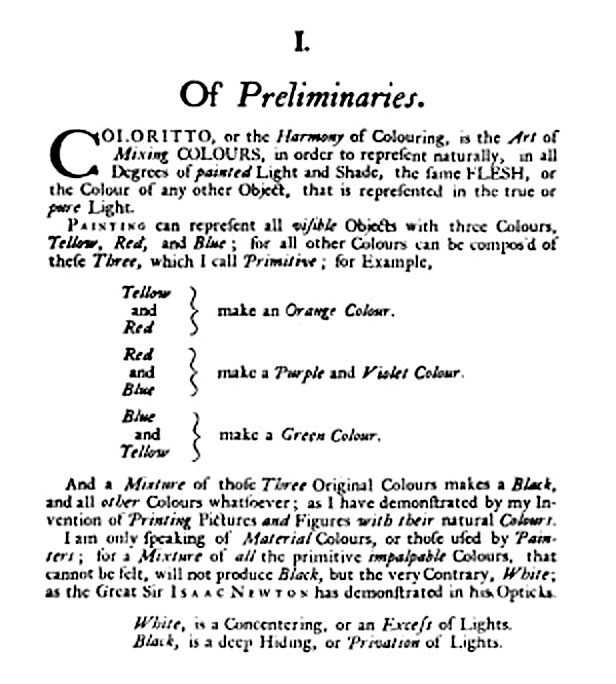
Сторінка з книги Леблона «Coloritto», виданої в 1725 році, яка описує трикольорову модель друку RYB

Леблон спочатку в Нідерландах, а потім у Лондоні просував і поширював розроблену ним техніку — він видав дві книги — перша, випущена в Лондоні у 1725 році, написана ним самим з додаванням зразків його кольорових гравюр, друга була видана в Парижі у 1756 році, доповнена і з додаванням зразків змішування трьох основних фарб.
У першій книзі Леблона стверджувалося, що «мистецтво змішування кольорів… у живописі може зображувати всі видимі об'єкти трьома кольорами: жовтим, червоним і синім; бо всі кольори можуть бути складені з цих трьох, які я називаю примітивними». Леблон також повідомляв, що «червоний і жовтий утворюють помаранчевий, червоний і синій — пурпурно-фіолетовий, а синій і жовтий — зелений».
У другій книзі Леблон пояснював, як отримати на відбитку різні кольори, змішуючи три основні фарби, при цьому Леблон відзначав як необхідну умову те, що фарби повинні бути прозорими, інакше при накладанні верхня фарба перекриє нижні.
Час роботи в Лондоні Леблон виконав кілька десятків тиражів трьох- і чотирьохкольорових зображень, які протягом певного часу користувалися попитом в Англії та на континенті. Однак з часом продажі стали падати, і у 1735 році Леблон переїхав до Парижа. У останні роки життя Леблон випустив серію гравюр, що демонструють різні етапи друкарського процесу, наприклад, портрет французького кардинала де Флері. У 1740 році він розпочав роботу над серією анатомічних гравюр, на яку у нього був значний список підписників. Після смерті у 1741 році в Парижі він залишив єдиною спадкоємцем 4-річну дочку Маргариту. Детальний опис робіт Леблона був опублікований у 1756 році Антуаном Готьє де Мондоржем, який дружив з ним у останні роки його життя в Парижі.
Метод Леблона вимагав досвіду розкладання кольорового зображення на припущені первинні хроматичні складові та розуміння ефектів накладання друкарських фарб у певних областях, для чого потрібна була тривала робота методом проб і помилок. Процес Леблона після його смерті почав практикуватися во Франції, а на початку-середині XIX століття перетворився в хромолітографію. Однак потрібна була методика об'єктивного розділення зображення на кольорові складові, що стало можливим із винайденням кольорової фотографії в другій половині XIX століття та півтонового друку наприкінці XIX століття.

## Гравюри

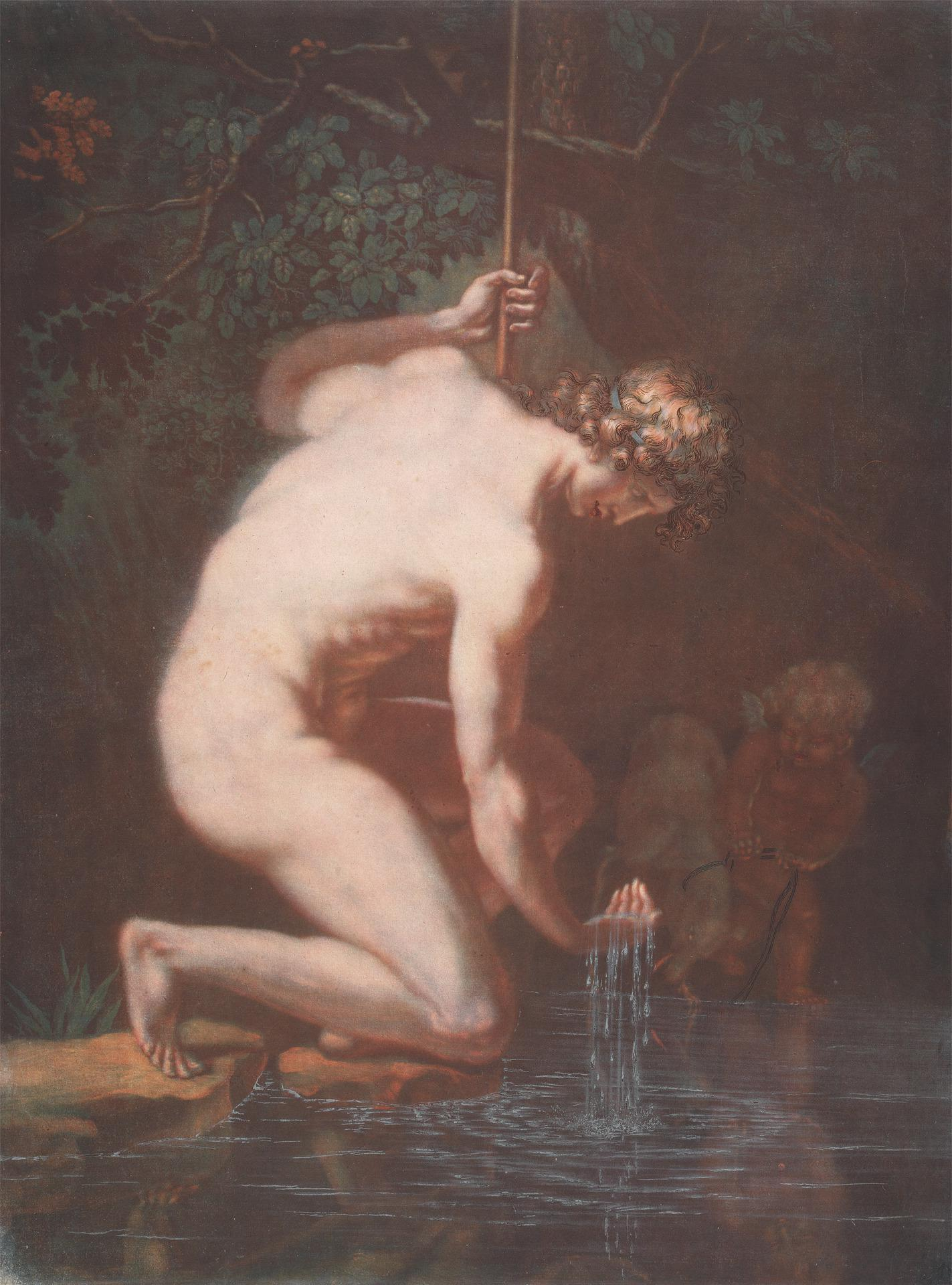
Нарцис, кольорове меццо-тинто, приблизно 1714 рік
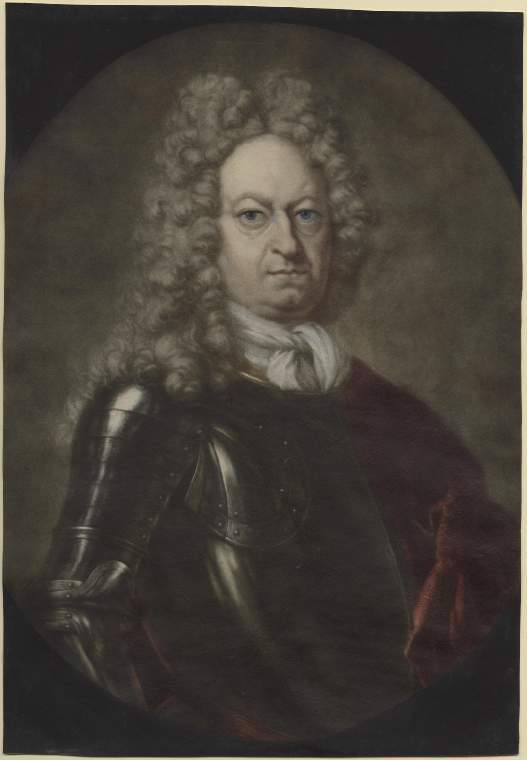
Портрет сілезького генерала фон Саліша, кольорова гравюра на міді, приблизно 1725 рік
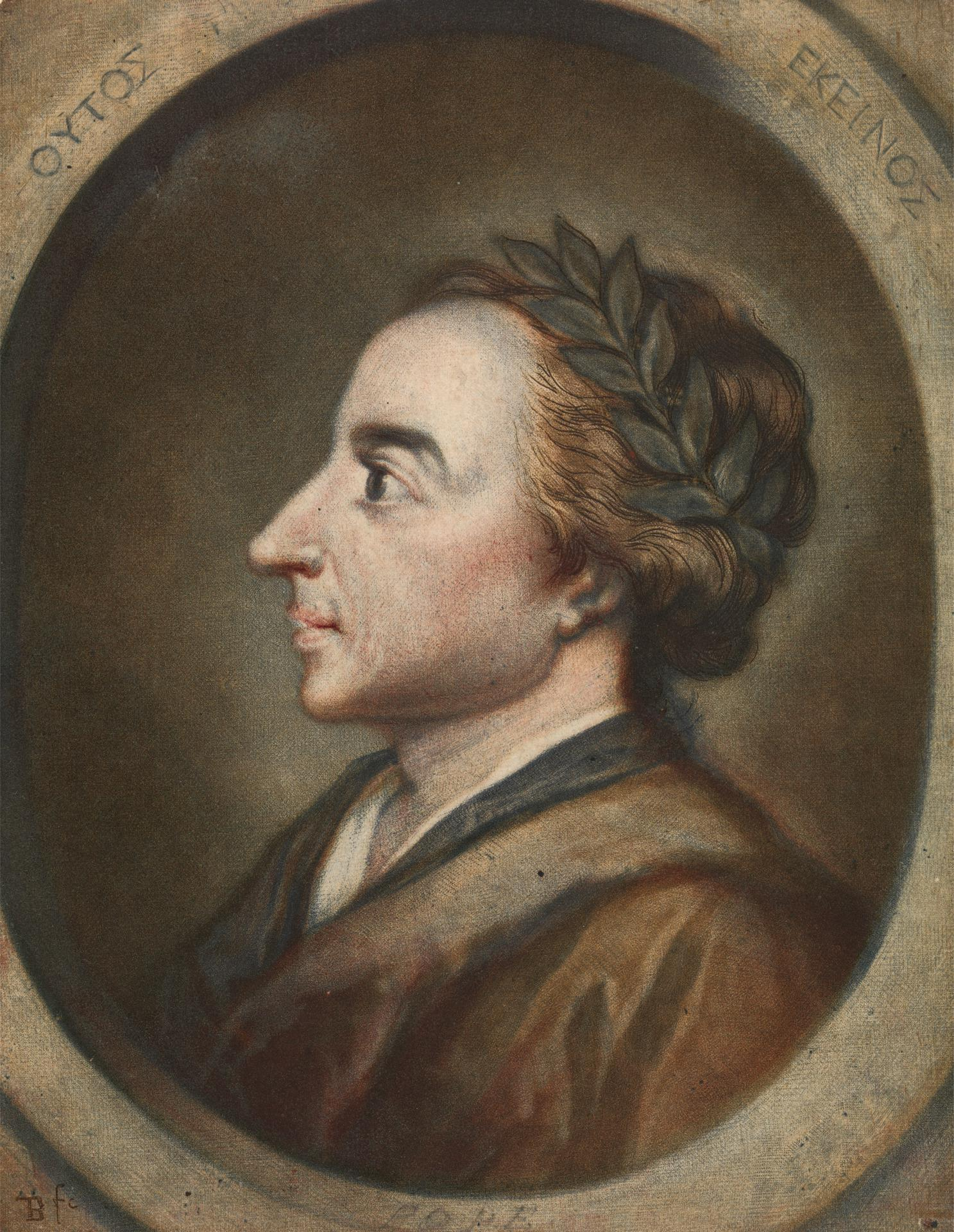
Портрет англійського поета Олександра Поупа, кольорова гравюра на міді, 1744 рік